# مردم معمولی (فیلم ۲۰۰۹)
«مردم معمولی» (انگلیسی: Ordinary People (2009 film)) یک فیلم است که در سال ۲۰۰۹ منتشر شد.